# Eastern Quarterly
Eastern Quarterly – anglojęzyczny sowietologiczny periodyk wydawany w latach 1948-1953 przez Instytut Wschodni „Reduta” w Jerozolimie, później w Londynie. 
W skład redakcji wchodzili: ks. Kamil Kantak, Włodzimierz Bączkowski, Michał Grażyński, Juliusz Poniatowski, Stanisław J. Paprocki i Ryszard Wraga (Jerzy Niezbrzycki), a redaktorem naczelnym był Mieczysław Chmielewski. Tematyka tego anglojęzycznego pisma dotyczyła szeroko pojętej sowietologii. 